# Fakürt
A fakürt kürt módjára megszólaltatott egyenes, ívelt vagy pipaszerű kónikus facső. Magyar népi fúvós hangszer, a tölcséres fúvókájú hangszerek családjába tartozik.
Egyéb elnevezései: kürt, nyírfakürt, hárskürt, szádokkürt, zádogkürt, az Alföldön ismert rövidebb változat duda, fűzfaduda, víziduda, Herman Ottónál halászkürt, halászduda. Bartók Béla havasikürtnek nevezi, ezt a nevet a nép nem használja.

## Felépítése

### A hangszertest
A magyar népzenében használt fakürtök legfejlettebbike a székely fakürt. Ez 1,5–2 m hosszú, enyhén kúpos furatú egyenes facső, alsó végén legtöbbször pipaszerű görbülettel. Leggyakoribb anyaga a jávorfa, olyan megfelelő nagyságú fiatal fa, amelynek az alsó részén a leendő kürt pipájának megfelelő görbülete van. A fát szárítás nélkül dolgozzák fel, kérgét lehántják, a törzset fejszével hosszában kettéhasítják. A két fél darab belsejébe görbe élű vonókéssel félkör keresztmetszetű vájatot készítenek, majd újra összeillesztik, három-négy helyen körbetekert dróttal rögzítik. Az illesztéseket olvasztott fenyőgyantával becsöpögtetik, majd a vékony vége felől nyírfakéreggel, tidóval körbetekerik. A kérget e célból hosszú, 4–5 cm széles szalagban, spirálvonalban hántják le a nyírfáról. A kéreg szorosan, rés nélkül fedi be a kürt fáját, néhol ezt is fenyőgyantával rögzítik. Nyírfakéreg helyett néha hársfaháncsot használnak, innen a szádokkürt, zádogkürt név.
A kész hangszert úgy ellenőrzik, hogy felső végét bedugaszolják, vizet töltenek bele, és ahol a víz szivárog, oda fenyőgyantát folyatnak, hogy majd ne szeleljen.
Fakéreg helyett a hangszer körbetekerésére használnak még a Mátra vidékén bőrt, az Alföldön, a Nyírségben viaszosvásznat, a Bakonyban – Herman Ottó szerint – juhbelet. Az Alföldön a 70–100 cm hosszúságú fakürtöket, a mohácsi sokácok 3–4 m hosszú „busókürtjeit” gyakran mindenféle körbetekerés nélkül készítik – csak fűzfagyökérből, vesszőből hasított gúzzsal, néha vasabroncsokkal rögzítik pár helyen. Ebben az esetben az illesztés mentén tömítőanyagot, például gyékénylevelet alkalmaznak, ami vízben áztatva megduzzad, légmentessé teszi a hézagot. Általában jellemző, hogy a fakürtöket gyakran kell vízben áztatni, hogy anyagának dagadása révén az apró rések eltömődjenek, valószínűleg ezért nevezik e hangszereket gyakran vízidudának.

### A fúvóka
A fakürthöz nem mindig készítenek külön fúvókát, gyakran a facső felső, összeszűkülő végének nyílása tölti be ezt a szerepet. A székelyek ötletes módon, fúró nélkül készítettek külön fúvókát, szipkát. Fiatal fenyő 2–3 cm átmérőjű hajtásából egy arasznyit levágtak, középen 6 mm mélyen körbemetszették, a két végét megmarkolták és ellentétes irányba tekerték. Ettől az egyik oldalon a fa belseje az évgyűrűhatárnál elvált, azt kihúzva facsövecske keletkezett. Ennek egyik végét a trombitafúvókához hasonlóan tölcséresre faragták, a másikat úgy, hogy a fakürt végébe csapolható legyen. Az Alföldi fakürtök sípókáját gyümölcsfából készítették.

## Használata
A fakürt – hangképzése alapján – nem fafúvós, hanem rézfúvós hangszer, pontosabban a tölcséres fúvókájú hangszerek közé tartozik: hangforrása a használójának a fúvókához szorított, rezgésbe hozott ajkai között átpréselt levegőben létrejövő nyomásingadozás. Ez a megfúvás módjától függően a hangszer csövébe zárt légoszlop különböző rezgési módjait képes gerjeszteni, ezáltal különböző hangokat létrehozni. A modern kürtszerű hangszerektől eltérően a fakürt natúrkürt, azaz csövének hossza nem módosítható szelepekkel, hangkészletét kizárólag természetes részhangjainak sorozata alkotja.
A tompa, de átható hangú fakürtöt a hegyekben a pásztorok gyakran a medvék, farkasok elriasztására is megfújták, de leginkább jelzőeszközként használták. Hangja megfelelő légköri viszonyok mellett – az Alföldön és a havasokban is – 10–15 km-re is elhallatszik. A jelzésekre használt hangjeleknek, szignáloknak – ha voltak ilyenek – mára nyoma veszett.
Ecsedy István Debrecen környéki, ebédre hívó fakürt rajzát közli, Herman Ottó arról tudósít, hogy a hajómalmokon a fakürt jelezte, hogy elfogyott az őrölnivaló. Az 1463-ban keletkezett székely felkelési szabályzat latin szövegének egyik pontja bizonyos zaldob megszólaltatását írja elő a katonák riadóztatására; a zaldob valószínűleg nem más, mint záldog, azaz szádog- vagy szádokkürt, hárskürt.
A fakürt zenei célú használata másodlagos. Hangsora Bartók Béla megállapítása szerint a 11. felhangig terjedhet, ez a hangkészlet pedig dallamjátszásra is alkalmassá teszi.
A székely fakürt legfőbb vonásaiban megegyezik azokkal a fakürtökkel, „havasi kürtökkel”, amelyeket Európa-szerte használnak a hegylakók, például az Alpokban („Alphorn”) és másutt; de más kontinenseken, Ázsiában, Afrikában is ismert ilyen típusú hangkeltő eszköz. Magyarországi nyelvemléki adatok kürtről a 13. századtól, kürtösről a 14. század óta vannak.